# František Urban (malíř)

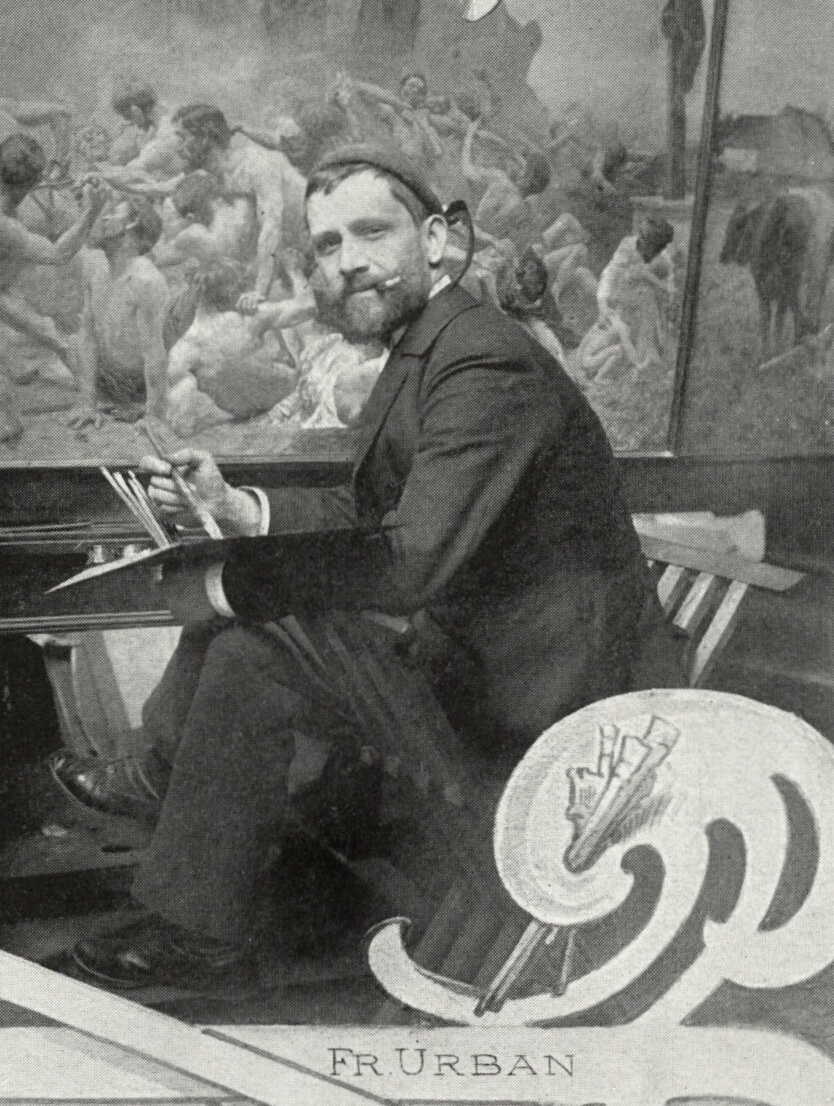
malíř František Urban v atelieru

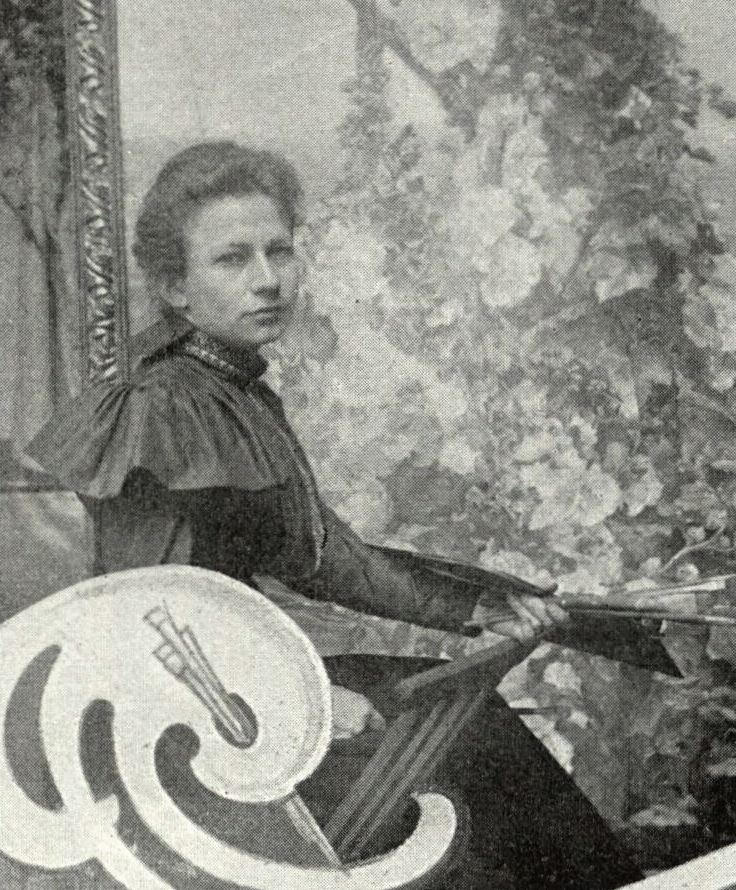
Malířka Marie Urbanová-Zahradnická

František Urban (15. července 1868 Karlín – 9. března 1919 Královské Vinohrady) byl malíř náboženských, alegorických a symbolistních obrazů. V roce 1912 se stal dopisujícím členem ČAVU.

## Studia
Po vyučení v libeňské továrně jako malíř porcelánu studoval v ateliéru Františka Ženíška na UMPRUM – dnes VŠUP Praha. Po absolutoriu zde byl do roku 1893 asistentem J. Dědiny.
František Urban měl za manželku Marii Zahradnickou-Urbanovou , která byla rovněž malířkou a v jejím díle převažovala malba květin. Oženil se s ní v roce 1898.
Pohřben je na Vyšehradském hřbitově (hrob 11B-54).

## Dílo
- zvítězil v soutěži na výzdobu oken chrámu sv. Ludmily v Praze s Adolfem Liebscherem
- 1897 provedl výzdobu votivních oken chrámu sv. Bartoloměje v Kutné Hoře
- 1898 výzdoba arciděkanského chrámu v Plzni
- chrám sv. Barbory a výmalba kaple ve Vlašském dvoře v Kutné Hoře
- podílel se na výzdobě chrámů: kostel P. Marie v Bezdědicích, okres Beroun; děkanský kostel sv. Štěpána v Kouřimi; kaple sv. Václava a Vladislava v Kutné Hoře; bazilika sv. Petra a Pavla na Vyšehradě (s manželkou Marií Urbanovou-Zahradnickou /1868–1945/) nástěnné a nástropní malby v letech 1900–1903, lunety v r. 1911
- v roce 1904 zvítězil v soutěži na oponu nově budovaného Smetanova domu v Litomyšli, o čtyři roky později maloval oponu do divadla v Pardubicích (shořela v r. 1931, kopii namaloval v r. 2002 V. Špale)
- v roce 1909 provedl za čtyři měsíce rozsáhlou výzdobu kostela Nanebevzetí Panny Marie v Gruntě (Kutná Hora) spolu se svou ženou Marii Zahradnickou-Urbanovou
- ilustroval pohádky
- navrhl rakouskou stokorunu, akcie, diplomy a plakáty
- jeho díla jsou zastoupena ve sbírce Galerie moderního umění v Hradci Králové, do které se dostaly prostřednictvím biskupa Josefa Doubravy r. 1921.[8]

## Galerie

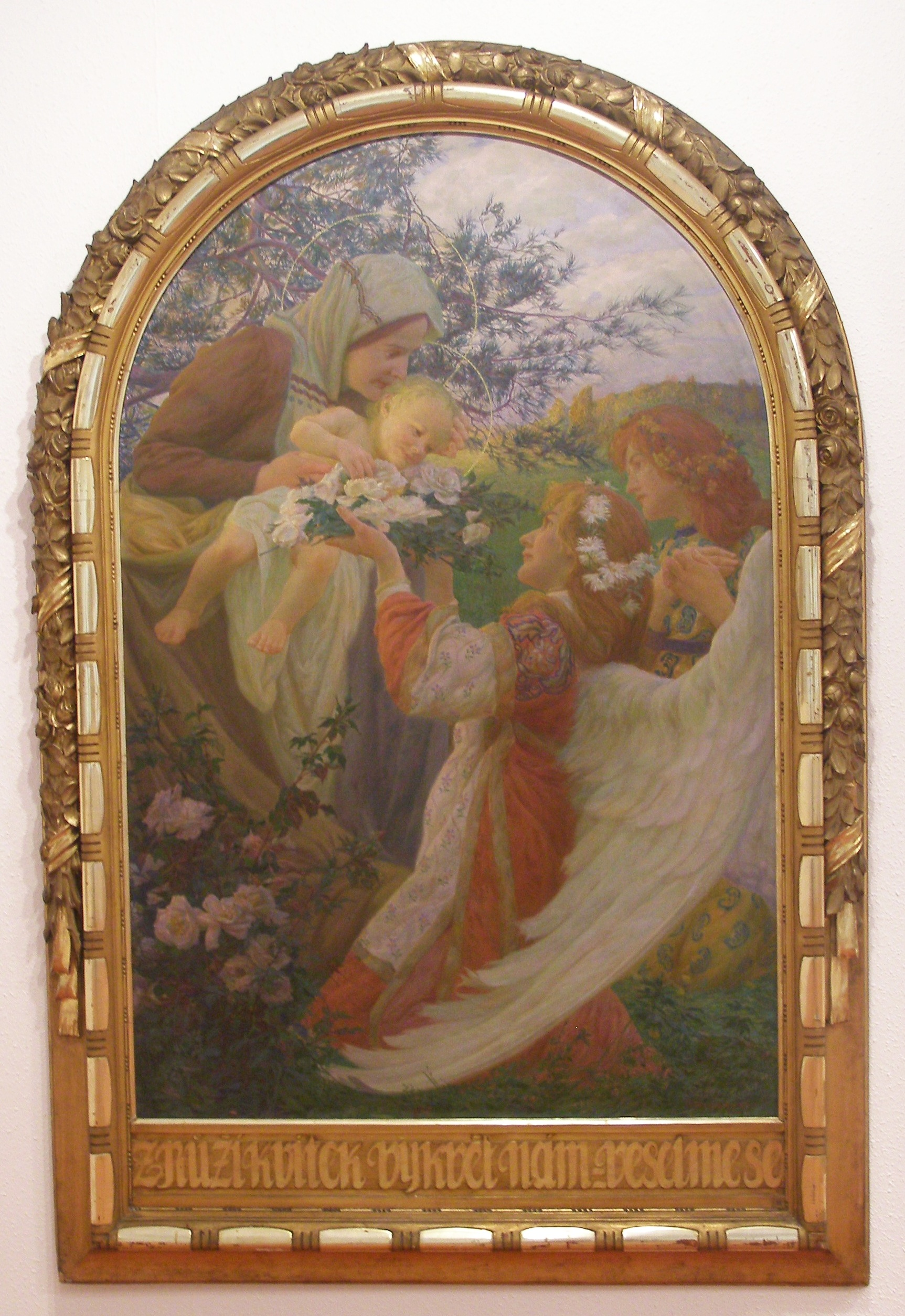
František Urban – Madona v růžích, 1910. Sbírka biskupa ThDr. Josefa Doubravy, dnes Galerie moderního umění v Hradci Králové
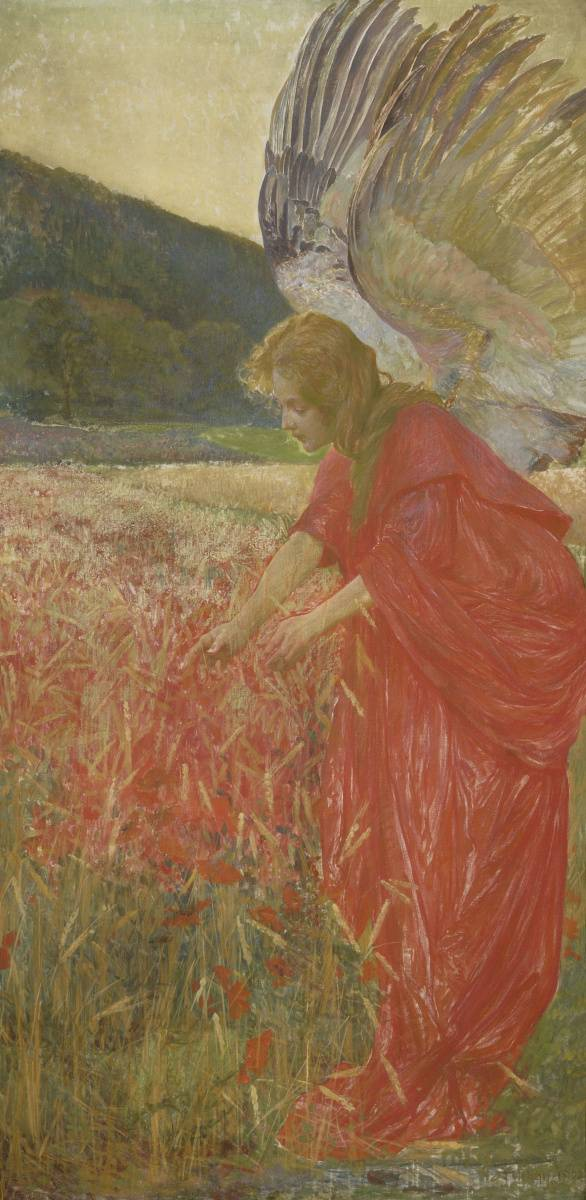
František Urban – Anděl (1902)
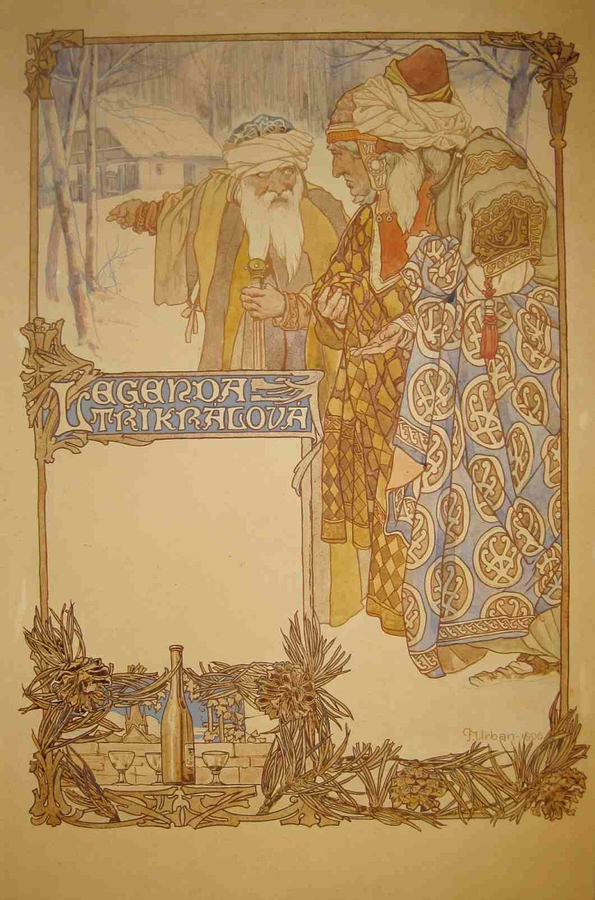
František Urban – Legenda tříkrálová (1906)
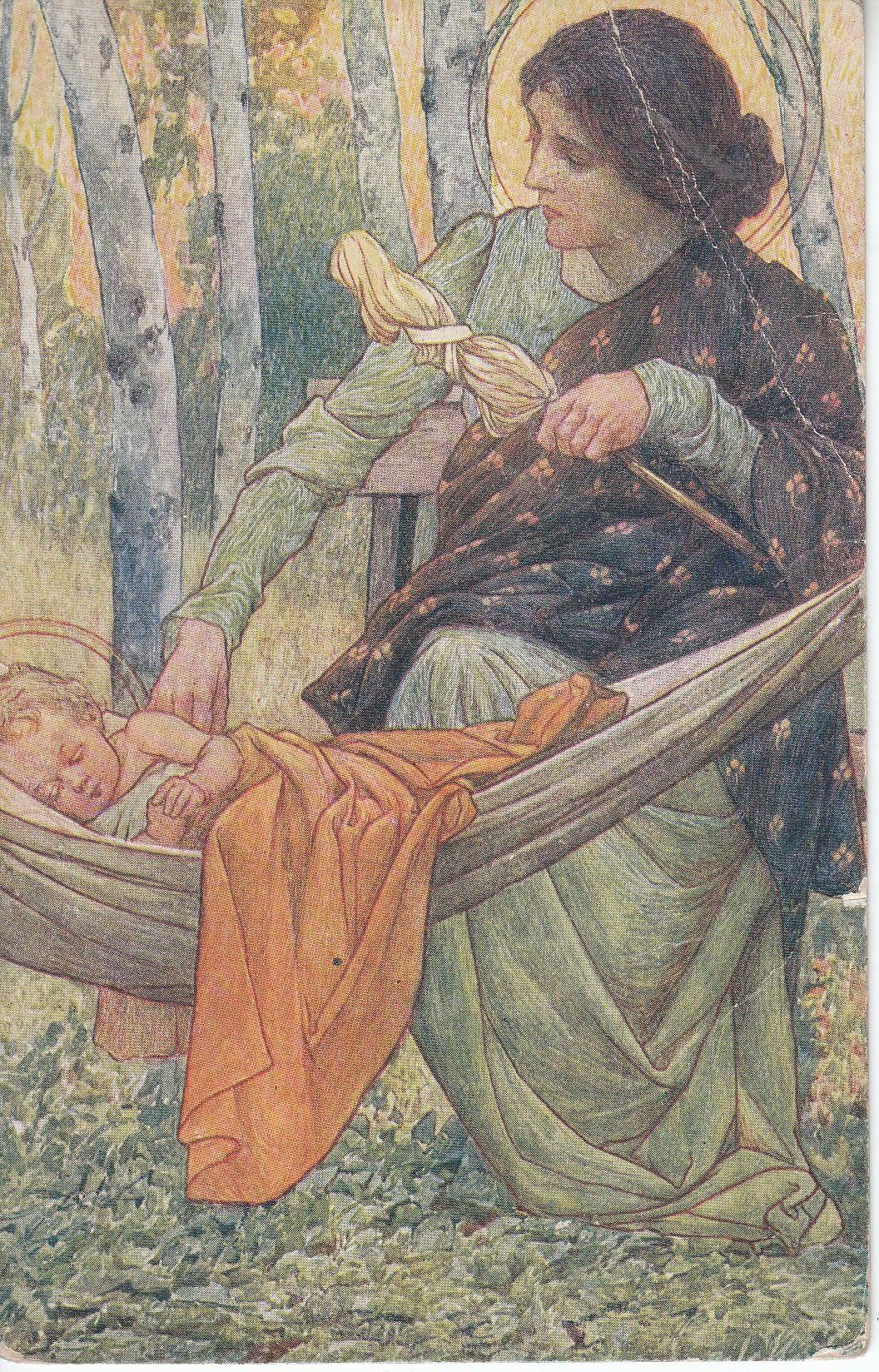
František Urban – Mateřské štěstí
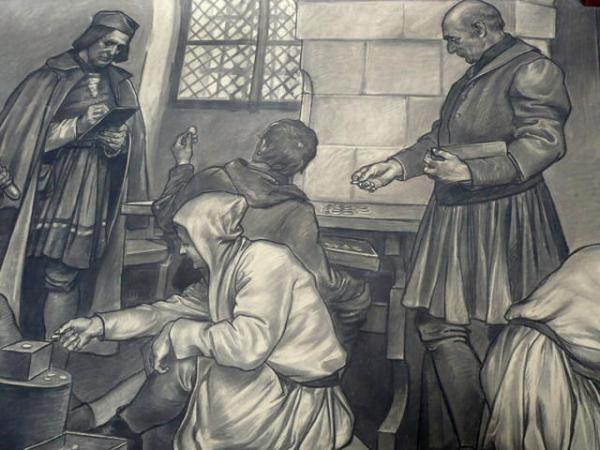
František Urban – Ražba mincí, Vlašský dvůr Kutná (1897)